# Callopistes
Callopistes — рід ящірок родини теїдових (Teiidae). Представники цього роду мешкають в Південній Америці.

## Види
Рід Callopistes нараховує 2 види:
- Callopistes flavipunctatus (Duméril & Bibron, 1839)
- Callopistes maculatus Gravenhorst, 1838

## Вимерлі види
- †Callopistes bicuspidatus (формація Монте-Ермосо, Аргентина)[3]
- †Callopistes bicuspidatus (формація Чічіналес[en], Аргентина)[4]

## Етимологія
Наукова назва роду Callopistes походить від сполучення слів дав.-гр. καλλος — красиво і ὄπισθεν — з заду.